# مو¹ خرچنگ
مو¹ خرچنگ یک ستاره است که در صورت فلکی خرچنگ قرار دارد.